# Karuta
Karuta (かるた, karuta; do Português carta) é um jogo de cartas Japonês.

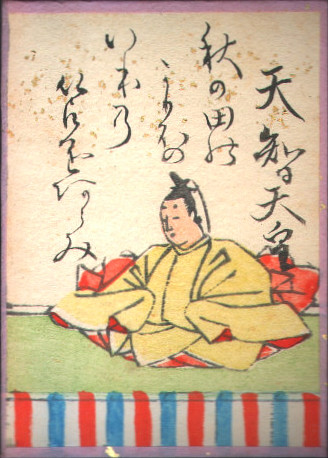
Ogura Hyakunin Isshu karuta

A ideia básica por trás de qualquer jogo de karuta é definir rapidamente qual carta, dentro de muitas, é a certa e, então, pegá-la antes do adversário. Há vários tipos de cartas que podem ser usadas para jogar karuta. Também é possível jogar usando dois baralhos de cartas padrão.
Há dois tipos básicos de cartas usadas no karuta: as yomifuda, (読札), ou "cartas de leitura", e as torifuda (取り札), ou "cartas de pegar". Como os nomes já foram explicados, assim que as palavras da yomifuda forem lidas, os jogadores terão que a achar a torifuda associada a ela antes que os adversários o façam.
Os dois tipos de karuta mais frequentes são o uta-garuta e o iroha-garuta.
No uta-garuta, os jogadores tentam achar as últimas duas linhas de um poema tanka dado as suas três primeiras linhas. Regularmente, é possível identificar um poema pela suas primeiras sílabas. Os poemas desse jogo são emprestados do Ogura Hyakunin Isshu e é tradição jogar no dia de Ano Novo.
Qualquer um que possa ler hiragana pode jogar iroha-garuta (いろはがるた). Nesse gênero, uma torifuda típica contém um desenho e um kana em um canto da carta. Sua yomifuda correspondente geralmente contém um provérbio que tem ligação com a figura e a primeira sílaba deste provérbio é o kana desenhado na torifuda.
O karuta é geralmente jogado por crianças no ensino fundamental I e II durante as aulas, como uma atividade educacional. Apesar de muitas formas de jogos de karuta estarem descritas abaixo, na realidade é possível usar qualquer tipo de informação representável em forma de cartas.

## O início dokaruta
Os jogos de cartas foram introduzidos no Japão pelos portugueses no século XVI. Na altura os portugueses levaram o seu baralho e não o que é actualmente usado nos países lusófonos, daí o baralho japonês ser baseado no português e não no baralho «comum».

## Tipos de Karuta
Comumente, muitas localidades têm sua própria versão de karuta com sua história ou seus pontos turísticos.

### Jomo Karuta
Jomo karuta (Japonês: 上毛かるた, jōmō karuta) é uma variação de karuta que contém histórias e locais famosos na província de Gunma. Uma versão em inglês foi produzida e é vendida nas livrarias de Gunma.[carece de fontes?]

### Uta-garuta e Hyakunin Isshu

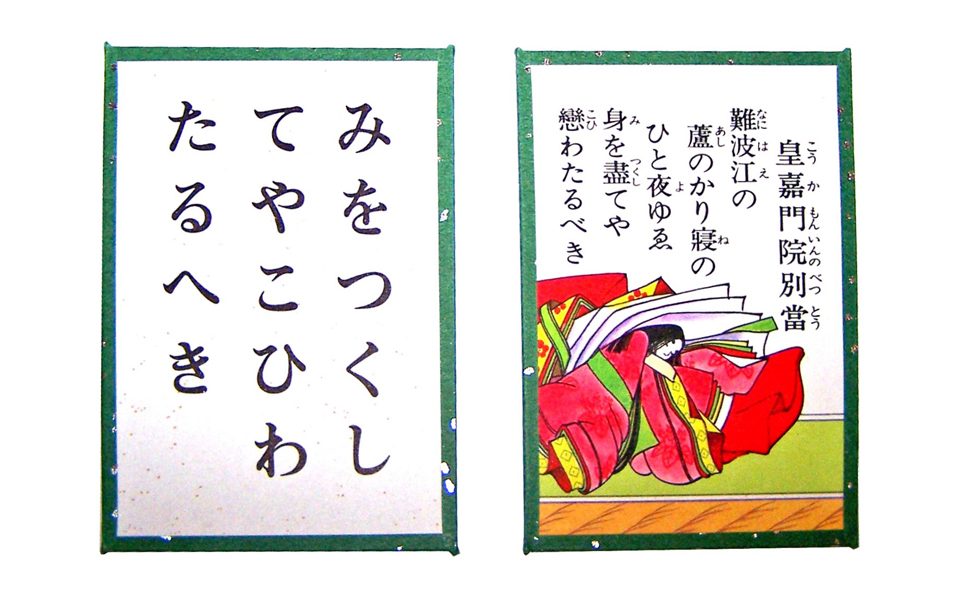
Um exemplo de um par de cartas de Uta Garuta, onde a torifuda está na esquerda e ayomifuda, na direita.

Uta Garuta (Japonês: 歌ガルタ, lit. cartas de poema) é um jogo do cartas em que 100 poemas waka estão representados em dois conjuntos de cartas que, juntos, forma um baralho. Os jogadores têm que achar rapidamente a carta certa correspondente ao poema sendo lido. O "Ogura Hyakunin Isshu" (Hyakunin Isshu do Japonês: 百人一首, lit. 100 pessoas, 1 poema) é o subgênero mais popular do uta garuta. Feito no começo do século XIII pelo poeta Fujiwara no Teika, esse jogo contém cem poemas, cada um sendo escrito por um poeta.

### Karuta competitivo
O karuta competitivo é jogado com cartas uta-garuta com competições em diferentes níveis. O campeonato nacional japonês acontece sempre em janeiro no Omi Jingu (um Santuário Shinto) em Ōtsu, Shiga.[carece de fontes?]
O tipo de karuta usado é o Ogura Hyakunin Isshu.

### Iroha Garuta
Iroha Garuta (Japonês: いろはがるた) são cartas para crianças que são fáceis de se entender, parecidas com o uta-garuta e o Hyakunin Isshu. Representando as 47 sílabas do alfabeto iroha e adicionando kyo (京, "capital") para se ter 48 sílabas (já que a sílaba -n ん não começa nenhuma palavra). O conjunto consiste em 48 provérbios, cada um começando com uma sílaba diferente e outro conjunto tendo o provérbio por escrito. Há três tipos de iroha garuta: o kamigata iroha, o edo iroha e o owari iroha. Além desses, há muitos outros baralhos mais modernos baseados no padrão do iroha garuta.

### Obake karuta

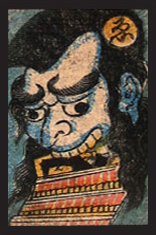
Carta do jogo japonês obake karuta (carta de monstro), começo do século XIX. Cada carte contem um monstro da mitologia Japonesa e uma sílaba do alfabeto hiragana.

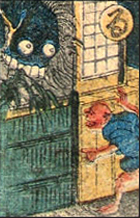
Reprodução de uma carta de um deck no final do século XIX.

Obake karuta é um jogo de cartas Japonês. O jogo foi criado no Período Edo e continuou popular de 1910 até 1920. Cada carta de jogar no baralho contém uma sílaba do alfabeto hiragana e uma criatura da mitologia Japonesa; na verdade, obake karuta significa "cartas de fantasmas" ou "cartas de monstro". O sucesso nesse jogo requer conhecimento da mitologia e do folclore japoneses, já que os jogadores tentam pegar as cartas que correspondam às lidas por um leitor. Vence o jogador que acumular o maior número de cartas até o final do jogo.
Obake karuta é um exemplo precoce da fascinação Japonesa de classificar e criar monstros. O jogo é uma das mais antigas tentativas das empresas japonesas de categorizar criaturas lendárias, rotulá-las, defini-las e, posteriormente, colocá-las no mercado. Com isso, é um precursor dos filmes do Godzilla de 1950 e depois. Ainda mais, obake karuta pode ser comparado com Yu-Gi-Oh! ou Pokémon, que também envolvem cartas colecionáveis que representam criaturas fantásticas. De fato, muitos Pokémons foram criados baseados nas criaturas da mitologia Japonesa.

### Hokkaido Hougen Karuta
Hokkaido Hougen Karuta (Japonês: 北海道方言かるた, lit. Cartas de Dialeto de Hokkaido) é o primeiro da série dos Karutas que falam produzidos pela Discovery Creative em Hokkaido, que ajuda as crianças e adultos a aprender diferentes palavras e frases usadas nas ilhas mais ao norte de Hokkaido. Diferentemente dos outros karuta, nos quais um leitor precisa estar presente para o jogo acontecer, o Hokkaido Hougen Karuta vem com um CD com as informações lidas por um nativo desse dialeto de Hokkaido. Hokkaido Karuta se tornou uma versão popular de karuta por todo o Japão porque permitiu que as pessoas aprendessem com a ausência de um leitor.

### Kyo-Kotoba Karuta
Kyo-Kotoba Karuta (Japonês: 京ことばかるた, lit. Cartas Palavras de Kyoto) é uma versão do karuta usando o dialeto de Kyoto. Esse conjunto de karuta foi produzido pela Discovery Creative sobre a supervisão do Professor Nakagawa Makoto da Universidade da Cidade de Osaka. Este ainda faz parte da série dos "karuta que falam", cuja narração foi gravada pela famosa atriz japonesa Itida Hiromi, uma expert no dialeto japonês de Quioto.

### Doyo Karuta
Doyo Karuta (Japonês: 童謡かるた, lit. Cartas de canções de berçário) é uma versão do karuta que possui famosas canções que costumam ser cantadas em berçários para ajudar as crianças a aprenderem o alfabeto sílabíco japonês hiragana. Essa versão do karuta foi criada pela Kumamoto Kenmin Television, uma estação de TV local na província de Kumamoto, que também foi responsável por criar o karuta do dialeto de Kumamoto.

### Hanafuda
Hanafuda (japonês: 花札, lit. Cartas de Flores)  são cartas japonesas com desenhos de flores. Tendo seu início no começo do século XIX, ainda são usadas até hoje como um baralho de 48 cartas de figuras diferentes que representam cada um dos 12 meses do ano.

## Na cultura em geral
O karuta era até então quase desconhecido fora do Japão até o lançamento do mangá e anime da série Chihayafuru. A série fala sobre um grupo de adolescentes que começam sua jornada no mundo do karuta.
O jogo de videogame Tales of Graces contem um minijogo chamado "Magic Carta". Essas cartas dentro do jogo contém personagens de cada jogo anterior da série.
Kirby Super Star Ultra também tem um karuta como um minijogo. Foi traduzido como "Kirby Card Swipe" na versão em Inglês.
No episódio 24 do anime Beelzebub ("Especial de Ano Novo do Beelzebub! A jornada de Beelbeel para o oeste"), na cena em que Oga (Tatsumi) e sua gangue estavam no castelo do Rei Ox, Lord En, suas empregadas diabólicas Oga e sua gangue jogam karuta.